# Peribaea gibbicornis
Peribaea gibbicornis là một loài ruồi trong họ Tachinidae.